# Courtivron
Courtivron é uma comuna francesa na região administrativa da Borgonha-Franco-Condado, no departamento de Côte-d'Or. Estende-se por uma área de 15,89 km². Em 2010 a comuna tinha 171 habitantes (densidade: 10,8 hab./km²).